# Finland i olympiska vinterspelen 1968
Finland deltog i olympiska vinterspelen 1968.Truppen bestod av 52 idrottare, 44 män och 8 kvinnor.

## Medaljer

### Guld
- Hastighetsåkning på skridskor
  - Damer 1500 m:  Kaija Mustonen

### Silver
- Längdskidåkning
  - Herrar 15 km:  Eero Mäntyranta
- Hastighetsåkning på skridskor
  - Damer 3000 m:  Kaija Mustonen

### Brons
- Längdskidåkning
  - Herrar 30 km masstart:  Eero Mäntyranta
  - Herrar 4 x 10 km stafett:  Kalevi Laurila, Eero Mäntyranta, Kalevi Oikarainen, Hannu Taipale